# Euphorbia antso
Euphorbia antso ist eine Pflanzenart aus der Gattung Wolfsmilch (Euphorbia) in der Familie der Wolfsmilchgewächse (Euphorbiaceae).

## Beschreibung
Die sukkulente Euphorbia antso bildet Bäume mit 5 bis 15 Meter Höhe aus. Die lanzettlichen Blätter stehen dicht beieinander an den Triebspitzen der weichholzigen Zweige. Sie sind kurzlebig und werden bis 9 Zentimeter lang und 1,5 Zentimeter breit.
Der Blütenstand besteht aus einer drei- bis fünfstrahligen Dolde, die um ein sitzendes Cyathium angeordnet ist. Es werden 5 bis 8 gelbliche, etwa 2 Zentimeter lange Tragblätter an der Basis des Blütenstandes ausgebildet, von denen die oberen dreieckig geformt sind. Die Cyathien werden etwa 1 Zentimeter groß. Es werden 2 bis 3 leicht röhrenförmige Nektardrüsen ausgebildet, die einzeln stehen und rot gefärbt sind. Die tief gelappte Frucht erreicht im Durchmesser 20 Millimeter. Der kugelförmige Samen wird 10 Millimeter groß.

## Verbreitung und Systematik
Euphorbia antso ist endemisch im Westen und Südwesten von Madagaskar verbreitet. Die Art steht auf der Roten Liste der IUCN und gilt als nicht gefährdet (Least Concern).
Die Erstbeschreibung der Art erfolgte 1921 durch Marcel Denis.